# Eutreta obliqua
Eutreta obliqua är en tvåvingeart som beskrevs av Stoltzfus 1977. Eutreta obliqua ingår i släktet Eutreta och familjen borrflugor. Inga underarter finns listade i Catalogue of Life.